# Oasi in città
Oasi in città è un singolo del duo musicale italiano Righeira, pubblicato nel 1987 come quarto estratto dal secondo album in studio Bambini Forever.

## Tracce
7" – CGD 10753 (Italia)
- Lato A

1. Oasi in città – 4:58

- Lato B

1. Oasi in città (Soft Mix) – 4:52

12" – CGD 15312 (Italia)
- Lato A

1. Oasi in città (Tozzo Mix) – 7:34

- Lato B

1. Oasi in città (Soft Mix) – 6:07

## Formazione
Righeira
- Johnson Righeira – voce
- Michael Righeira – voce

Produzione
- La Bionda – produzione

## Classifiche
| Classifica (1987) | Posizione massima |
| ----------------- | ----------------- |
| Italia            | 44                |